# Jordrup
Jordrup es una localidad situada en el municipio de Kolding, en la región de Dinamarca Meridional (Dinamarca), con una población estimada a principios de 2018 de unos 567 habitantes.
Se encuentra ubicada al este de la península de Jutlandia, junto a la costa del mar Báltico.